# The Damned, the Shamed
The Damned, The Shamed – trzeci album studyjny hardcore'owego zespołu Terror wydany w 2008 nakładem Century Media Records.

## Lista utworów
1. "Voice Of The Damned"
2. "Relentless Through and Through"
3. "Betrayer"
4. "Rise Of The Poisoned Youth"
5. "Never Alone"
6. "What I Despise"
7. "Let Me Sink"
8. "Feel The Pain"
9. "Lost Our Minds"
10. "March To Redemption"
11. "Crush What’s Weak"
12. "Still Believe"
13. "Suffer, To Return Harder"

Utwory bonusowe na europejskiej wersji:
- "Iron Mind"

## Twórcy[5]
Członkowie zespołu
- Scott Vogel – śpiew
- Nick Jett – perkusja
- Martin Stewart – gitara elektryczna
- Jonathan Buske – gitara basowa
- Jordan Posner – gitara elektryczna

Inny udział
- Roger Miret (Agnostic Front) – sample w utworze "Still Believe"

## Teledyski
- "Never Alone" (2008)[6]
- "Betrayer" (2008)[7]
- "Rise of the Poisoned Youth" (2008, reż. Luiz Carlos Cruz Fabiano)[8]